# Bazooka (instrument)
Pour les articles homonymes, voir Bazooka (homonymie).
Le bazooka est un instrument de musique en laiton long de plusieurs mètres et qui incorpore un tube télescopique tout comme le trombone.  
On attribue son invention dans les années 1910 à l'humoriste, fantaisiste et musicien américain Bob Burns, exerçant son activité à la radio et qui l'a popularisé dans les années 1930. Il a également été joué par les musiciens de jazz Noon Johnson et Sanford Kendrick.

## Le son
Dès le début de l'embout, la colonne d'air se dilate sur une grande longueur de tuyau qui, à son tour, se termine par une cloche largement évasée. 
Bien que l'action de glisse du bazooka semble modifier le ton, ce n'est pas le cas en raison du diamètre extrêmement large du tube de la corne. Manipuler la longueur du cornet change la qualité du son lorsque des harmoniques subtiles fluctuent. Cet effet confère au bazooka un son caractéristique de ronronnement et d'écho. 
Toutes les notes du bazooka sont produites uniquement en falset. En d'autres termes, les lèvres du joueur produisent des sons lorsqu'elles vibrent sur l'extrémité nue du tuyau ou conjointement avec un embout buccal et une unité d'entraînement facultatifs. Contrairement au trombone, le reste du bazooka fonctionne principalement comme un mégaphone pour amplifier le volume du son. 

## Au cinéma
Le bazooka est joué par Bob Burns dans le film de 1936 Rhythm on the Range pendant la chanson I'm an Old Cowhand. 

## Origine du nom
Le nom « bazooka » vient d'une extension du mot « bazoo », qui, en argot, signifie « bouche » ou « discours vantard », et qui provient probablement du néerlandais bazuin (trompette). Le nom apparaît dans le roman de 1909, The Swoop, or how Clarence Saved England de P. G. Wodehouse, décrivant un instrument de musique utilisé dans les music-halls. 
Pendant la Seconde Guerre mondiale, le bazooka est devenu le surnom universellement attribué à une nouvelle arme antichar, en raison de sa vague ressemblance avec l'instrument de musique,. 